# Hyperdrama
Hyperdrama  — четвёртый альбом французского электронного дуэта Justice, который был выпущен 26 апреля 2024 года на Ed Banger Records и Because Music. Это их первый студийный альбом за более чем семь лет, после Woman (2016). Альбому предшествовали синглы «One Night/All Night» с группой Tame Impala и «Generator», которые были выпущены вместе с его анонсом, затем «Incognito» и позже «Saturnine» с Мигелем.
Альбом получил в целом положительные отзывы критиков. Hyperdrama также был номинирован на премию «Грэмми»-2025 в категории «Лучший танцевальный/электронный альбом», а «Neverender» с участием Tame Impala получил премию «Грэмми» за Лучшую танцевальная/электронная запись. В поддержку альбома дуэт гастролировал по Северной Америке и Европе с апреля по декабрь 2024 года, начав с выступления на фестивале Коачелла.

## Предыстория
Название альбома было впервые объявлено 18 января 2024 года. В заявлении, выпущенном вместе с официальным анонсом альбома неделю спустя, Justice сказали: «Диско/фанк и электронная музыка в целом всегда были основными элементами музыки, которую мы делаем как Justice. В Hyperdrama мы заставляем их сосуществовать, но не мирным путем. Нам нравится идея заставить их немного побороться за внимание». Что касается «One Night/All Night», то, по их словам, он «колеблется между чистой электронной музыкой и чистым диско, но вы никогда не можете получить их одновременно», и они хотели, чтобы он звучал как «диско-итерация Кевина Паркера». В отношении «Incognito» дуэт сказал, что им «пришлось отменить все», что они знали о структуре песен, когда они начали работу над альбомом, что, по их словам, было «очень освежающим».

## Отзывы
| Совокупная оценка    | Совокупная оценка |
| Источник             | Оценка            |
| -------------------- | ----------------- |
| Metacritic           | 71/100            |
| Оценки критиков      |                   |
| Источник             | Оценка            |
| AllMusic             | [ 9 ]             |
| The Arts Desk        | [ 10 ]            |
| Exclaim!             | 7/10              |
| The Independent      | 6/10              |
| The Line of Best Fit | 6/10              |
| Mojo                 | [ 14 ]            |
| NME                  | [ 15 ]            |
| The Observer         | [ 16 ]            |
| Pitchfork            | 6.3/10            |
| The Skinny           | [ 18 ]            |

Hyperdrama получил 71 балл из 100 на агрегаторе рецензий Metacritic на основе 15 отзывов критиков, которые сайт классифицировал как «в целом благоприятный» приём
Энди Коуэн из Mojo заявил, что «Hyperdrama» «застал Ксавье де Росне и Гаспара Оже за тем, как они хеджируют свои ставки между игрой на своих старых сильных сторонах и попсовым ядром. [Альбом] преуспевает, когда они пытаются превзойти самих себя […] В конечном счёте, они попадают в цель и промахиваются, но дар дуэта Justice в создании удобных для арены хуков остаётся неизменным». В пятизвёздочной рецензии Томас Смит из NME назвал альбом «блокбастером, который соответствует шумихе: броский, сверх меры и стремящийся к зрелищу». Далее он подчеркнул, что альбом относится к «типу релизов, которые редко можно увидеть в танцевальном пространстве — если вообще можно отнести туда».
Рис Морган из The Skinny заявил, что, хотя некоторые могут найти начало альбома («Neverender») диссонирующим с его мечтательным звуковым ландшафтом, за которым следуют более мрачные тона, альбом в конечном итоге находит свой путь через «акварель синтвейва» и «выхолощенный французский хаус», завершаясь удовлетворительным слиянием. Мейсон Олдридж из The Independent отметил, что Hyperdrama сочетает диско и фанк с фирменным электронным звучанием Justice. Хотя он положительно отозвался о совместной работе с Tame Impala «One Night/All Night», он критически оценил в целом «более лёгкое» звучание альбома по сравнению с предыдущими релизами группы, такими как их дебютный альбом, что, по его словам, может разочаровать поклонников, предпочитающих более тяжёлые биты.
Рецензируя альбом для Pitchfork, Филип Шербурн назвал его «гладко-аэродинамичным» и «дорогостоящим», но отметил, что «Justice никогда не звучали более отполированными» и «настоящего напряжения - того рода трения, которое когда-то заставляло музыку Justice чувствовать себя такой жизненной - в остальном найти разочаровывающе трудно». Аналогично, в смешанной рецензии Аммара Калиа для The Observer было отмечено, что Justice «находят себя слишком отполированными и яркими» на Hyperdrama и «находятся на менее устойчивой почве» в более мягкие моменты, такие как трек «One Night/All Night», где фальцетный вокал приглашённого вокалиста Кевина Паркера заглушается фоновым инструментарием. Джейсон Хеффлер из EDM.com высоко оценил направление альбома, отметив, что Justice «выходят за рамки простых удовольствий боди-музыки, чтобы говорить о трагедиях, триумфах и горько-сладких сложностях, которые нависают над эйфорической разрядкой танцпола» и «несут в себе откровенность и беспокойную тоску, не отказываясь от своих корней».

## Список композиций
| №                   | Название                                        | Автор(ы)                                  | Длительность |
| ------------------- | ----------------------------------------------- | ----------------------------------------- | ------------ |
| 1.                  | «Neverender» (при участии Tame Impala)          | Гаспар Оже Ксавье де Росне Kevin Parker   | 4:26         |
| 2.                  | «Generator»                                     | Augé de Rosnay                            | 4:42         |
| 3.                  | «Afterimage» (при участии Rimon)                | Augé de Rosnay Rimon Bahere               | 4:05         |
| 4.                  | «One Night/All Night» (при участии Tame Impala) | Augé de Rosnay Jorn C. J. Hanneman Parker | 4:36         |
| 5.                  | «Dear Alan»                                     | Augé de Rosnay Christopher James Harley   | 5:33         |
| 6.                  | «Incognito»                                     | Augé de Rosnay                            | 4:01         |
| 7.                  | «Mannequin Love» (при участии The Flints)       | Augé de Rosnay George Flint Henry Flint   | 3:27         |
| 8.                  | «Moonlight Rendez-vous»                         | Augé de Rosnay                            | 2:00         |
| 9.                  | «Explorer» (с Коннаном Мокасином)               | Augé de Rosnay Коннан Хосфорд             | 4:09         |
| 10.                 | «Muscle Memory»                                 | Augé de Rosnay                            | 4:10         |
| 11.                 | «Harpy Dream»                                   | Augé de Rosnay                            | 0:28         |
| 12.                 | «Saturnine» (при участии Мигеля)                | Augé de Rosnay Мигель Пиментель           | 3:21         |
| 13.                 | «The End» (при участии Thundercat)              | Augé de Rosnay Stephen Lee Bruner         | 4:14         |
| Общая длительность: | Общая длительность:                             | Общая длительность:                       | 49:12        |

## Чарты
| Чарт (2024)                                  | Высшая позиция |
| -------------------------------------------- | -------------- |
| Австралия (ARIA)                             | 52             |
| Австрия (Ö3 Austria)                         | 10             |
| Бельгия/Фландрия (Ultratop)                  | 14             |
| Бельгия/Валлония (Ultratop)                  | 2              |
| Канада (Canadian Albums Chart)               | 91             |
| Нидерланды (Album Top 100)                   | 38             |
| Франция (SNEP)                               | 2              |
| Германия (Offizielle Top 100)                | 14             |
| Португалия (AFP)                             | 141            |
| Шотландия (Scottish Albums Chart)            | 13             |
| Швейцария (Schweizer Hitparade)              | 4              |
| Великобритания (UK Albums Chart)             | 34             |
| Великобритания (UK Dance Albums Chart)       | 1              |
| Великобритания (UK Independent Albums Chart) | 3              |
| США (Billboard 200)                          | 96             |
| США (Billboard Independent Albums)           | 16             |
| США (Billboard Dance/Electronic Albums)      | 1              |